# وست مودستو (کالیفرنیا)
وست مودستو (به انگلیسی: West Modesto) یک منطقهٔ مسکونی در ایالات متحده آمریکا است که در شهرستان استانیسلاس، کالیفرنیا واقع شده‌است. وست مودستو ۵٫۲۶۳ کیلومتر مربع مساحت و ۵٬۶۸۲ نفر جمعیت دارد.